# Garðar Gunnlaugsson
Garðar Gunnlaugsson (* 25. April 1983 in Akranes) ist ein ehemaliger isländischer Fußballspieler.

## Werdegang
Garðar Gunnlaugsson begann seine Laufbahn bei ÍA Akranes. 2004 wechselte der Stürmer zu Valur Reykjavík, wo er bis 2005 tätig war. Anschließend ging er zu Dunfermline Athletic nach Schottland, kehrte aber bald wieder zu KF Valur nach Island zurück. Ab Sommer 2006 stand er bei IFK Norrköping in der Superettan, der zweiten schwedischen Liga, unter Vertrag und wurde in der Spielzeit 2007 Torschützenkönig.
Im August 2008 wechselte Garðar nach Bulgarien zu ZSKA Sofia. Dort konnte er nicht überzeugen und bekam kaum Spielzeit. Im Januar 2010 löste er seinen Vertrag und schloss sich anschließend dem österreichischen Traditionsclub LASK Linz an, bei dem er einen bis Sommer 2012 gültigen Kontrakt unterschrieb.
In der Saison 2010/11 spielte Garðar Gunnlaugsson für den deutschen Drittligisten SpVgg Unterhaching. Für die SpVgg erzielte er am 23. Spieltag der Saison 2010/11 beim 2:0-Heimsieg gegen den VfR Aalen seinen einzigen Liga-Treffer.
Nach 6 Jahren in Europa kehrte Garðar nach Island zurück und spielt seit 2012 wieder in seiner Heimat für den Erstligisten Landsbankadeild ÍA Akranes.
Garðar Gunnlaugsson spielte für mehrere Jugendauswahlen Islands, hat aber bisher kein A-Länderspiel bestritten.